# Uscanoidea silvestrii
Uscanoidea silvestrii är en stekelart som beskrevs av Gennaro Viggiani 1992. Uscanoidea silvestrii ingår i släktet Uscanoidea och familjen hårstrimsteklar. Inga underarter finns listade i Catalogue of Life.